# DominGOL com Benja
DominGOL com Benja é um telejornal esportivo brasileiro, apresentado por Benjamin Back na CNN Brasil, que estreou em 9 de julho de 2023, sendo o segundo programa esportivo da história da emissora. Depois de quase dois meses fora do ar, Benja voltou ao ar com seu novo programa na CNN Brasil, sendo uma espécie de pré-jogo para as partidas do Brasileirão, transmitido nas tardes de domingo, ao vivo, das 13h até as 15h.

## História

### Antecedentes
Após 2 anos e 6 meses sendo apresentador do Arena SBT, Benja foi demitido da emissora de Silvio Santos no dia 20 de abril de 2023, por motivo de "restruturação de custos" da emissora, fazendo seu último programa no dia 17 de abril. Após um tempo sumido da televisão, no dia 31 de maio, o colunista Flavio Ricco, do R7, diz que a CNN Brasil negocia com o  Benja, para um novo programa semanal aos domingos,  tendo a negociação acertada uma semana depois.

### Preparação para o Novo Programa
Após ser anunciado no dia 7 de junho, A CNN Brasil começou a trabalhar para a preparação do novo programa. No dia 30 de junho, foi anunciado um comentarista "misterioso", onde os internautas teriam que descobrir pela redes sociais, qual era o novo contratado da emissora. Dias depois foi revelado que era o ex-atacante Kléber Gladiador, que era comentarista do outro programa do Benja, o "Papo Reto" no YouTube (Também havia feito uma participação especial no Arena SBT). No dia 4 de julho, foi anunciado o também Ex-jogador Emerson Sheik e Maurício Borges, conhecido como Mano, ambos também comentaristas do SBT (estes dois permanecem no canal aberto, já que o novo projeto é de canal fechado).

### Anúncio do novo programa
Após um tempo sem o anúncio oficial do programa, a CNN decidiu que o nome do programa seria DominGOL com Benja, tendo feito a sua 1ª chamada com esse nome no dia 4 de julho, nas redes sociais.

### Demissão de Kléber Gladiador
No dia 12 de setembro de 2023, a CNN Brasil anunciou a demissão do ex-futebolista após ele ter agredido três pessoas em um posto de gasolina na madrugada do dia 3 do mesmo mês. Kléber já não participava do programa desde o dia 20 de agosto.